# Kamienica przy ulicy Elizy Orzeszkowej 9 w Krakowie
Kamienica przy ulicy Elizy Orzeszkowej 9 – zabytkowa kamienica znajdująca się w Krakowie, w dzielnicy I, przy ulicy Elizy Orzeszkowej 9, na rogu z ulicą Paulińską 10, na Kazimierzu.
Kamienica została wzniesiona w latach 1911–1912 według projektu architekta Ignacego Tislowitza.
Kamienica została wpisana do gminnej ewidencji zabytków. Znajduje się na obszarze Kazimierza, którego układ urbanistyczny został wpisany 23 marca 1934 do rejestru zabytków.